# الباشا في الفلاشة (مسرحية)
```

```

مسرحية مصرية انتج عام 2016 وعرضت في المسرح الصيفى بالنادى الاجتماعى بمدينة مرسى مطروح.

## قصة المسرحية
تدور فكرة المسرحية حول قضية الهجرة غير الشرعية في مصر وخاصة محافظة مطروح 

## طاقم العمل

### الممثلين
- ندى بسيوني
- عبد الله مشرف
- شمس
- وائل علاء
- علاء زينهم
- محمد العمروسي
- إنجي خطاب
- نور فخري
- عادل الكومي

### إخراج
- سامح بسيوني

### تأليف
- فتحي الجندي

### موسيقى
- كريم عرفة